# 윤철상
윤철상(尹鐵相, 1952년 11월 28일 ~ )은 대한민국의 정치인이다.

## 학력
- 1965년 정읍서초등학교 졸업
- 1968년 정읍중학교 졸업
- 1971년 정읍농림고등학교 졸업
- 1978년 전북대학교 경제학 학사

### 비학위 수료
- 2000년 동국대학교 행정대학원 최고위관리자과정 수료

## 경력
- 민주화추진협의회 의장비서관
- 평화민주당 행정기획위원회 위원장
- 새정치국민회의 수석사무부총장
- 새정치국민회의 조직위원회 부위원장
- 새천년민주당 조직위원회 위원장
- 새천년민주당 총재특별보좌관
- 새천년민주당 원내수석부총무
- 국회운영위원회 간사
- 열린우리당 특임위원(2006년)

## 역대 선거 결과
|  | 52.64% |

|  | 35.9% |

|  | 22.26% |